# 卢什
卢什（法語：Louches，法語發音：[luʃ]）是法国上法兰西大区加来海峡省的一个市镇，位于该省西北部，属于圣奥梅尔区。

## 地理
卢什（50°49'47"N, 2°0'23"E）面积12.83 平方千米，位于法国上法蘭西大區加来海峡省，该省份为法国北部沿海省份，西北濒北海，南至索姆省，东临北部省。
与卢什接壤的市镇（或旧市镇、城区）包括：欧坦格、阿德尔、布雷姆、克莱尔克、朗德勒坦莱萨德尔、涅勒莱萨德尔、埃姆河畔图尔讷姆、聚凯尔克。

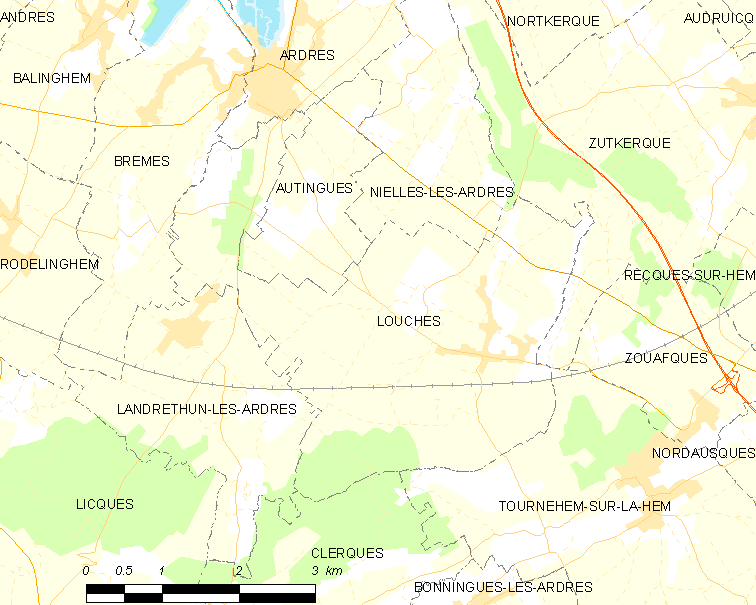
卢什的OSM定位图

卢什的时区为UTC+01:00、UTC+02:00（夏令时）。

## 行政
卢什的邮政编码为62610，INSEE市镇编码为62531。

## 政治
卢什所属的省级选区为加来第二县。

## 人口

1962-2008年间卢什人口变化图示

卢什于2022年1月1日时的人口数量为948人。